# Lights (album van Ellie Goulding)
Lights is het eerste album uitgebracht door de Britse zangeres Ellie Goulding. Het album werd op 26 februari 2010 uitgebracht door Polydor Records. Het is geproduceerd door Starsmith, Frankmusik, Fraser T. Smith en Richard Stannard. Het album werd door critici positief ontvangen en verkocht meer dan 850.000 stuks in het Verenigde Koninkrijk. Goulding bracht 4 singles uit, namelijk: "Under the Sheets", "Starry Eyed", "Guns and Horses" en "The Writer".
Het album werd opnieuw uitgebracht onder de naam Bright Lights op 29 november 2010. Zes nieuwe nummers werden toegevoegd, en twee nieuwe singles werden uitgebracht: een cover van Elton John, "Your Song" en  "Lights". Op 8 maart 2011 werd Bright Lights uitgebracht in de Verenigde Staten.

## Achtergrond
Ellie Goulding stopte na twee jaar met haar opleiding aan de Universiteit van Kent, om haar muzikale carrière te beginnen. Ze werd ontdekt op een talentenjacht op de universiteit. In september 2009 tekende Goulding een contract bij Polydor. Toch heeft ze haar eerste single Under the Sheets uitgebracht bij de onafhankelijke platenmaatschappij Neon Gold Records. Dit deed ze, zodat ze niet onder druk kwam.

## Tracklist
| #  | Titel                               | Schrijvers                  | Producer(s) | Lengte |
| -- | ----------------------------------- | --------------------------- | ----------- | ------ |
| 1  | "Guns and Horses"                   | Ellie Goulding, John Fortis | Starsmith   | 03:35  |
| 2  | "Starry Eyed"                       | Goulding, Jonny Lattimer    | Starsmith   | 02:56  |
| 3  | "This Love (Will Be Your Downfall)" | Goulding, Starsmith         | Starsmith   | 3:53   |
| 4  | "Under the Sheets"                  | Goulding, Starsmith         | Starsmith   | 3:44   |
| 5  | "The Writer"                        | Goulding, Lattimer          | Starsmith   | 04:11  |
| 6  | "Every Time You Go"                 | Goulding, Fortis, Starsmith | Starsmith   | 03:25  |
| 7  | "Wish I Stayed"                     | Goulding                    | Starsmith   | 03:38  |
| 8  | "Your Biggest Mistake"              | Goulding, Fraser T. Smith   | Starsmith   | 03:25  |
| 9  | "I'll Hold My Breath"               | Goulding, Starsmith         | Starsmith   | 03:45  |
| 10 | "Salt Skin"                         | Goulding, Starsmith         | Starsmith   | 04:17  |